# Beccles
Beccles is een civil parish in het bestuurlijke gebied East Suffolk, in het Engelse graafschap Suffolk. De plaats telt 9746 inwoners.

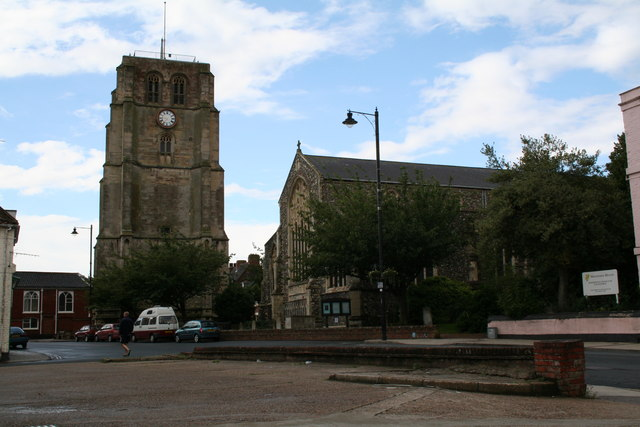
Klokkentoren van Beccles

## Geboren
- Chris Martin (1988), Schots voetballer